# Opere per ragazzi di Heinlein
Le opere per ragazzi, o juvenile, di Heinlein sono le storie che Robert A. Heinlein ha scritto per quello che oggi è definito mercato dei "giovani adulti".
Il nucleo centrale sono i dodici romanzi pubblicati dalla Charles Scribner's Sons tra il 1947 e il 1958;
un tredicesimo, Fanteria dello spazio, è stato respinto da Scribner's e pubblicato invece da Putnam's Sons; un quattordicesimo, Una famiglia marziana, è spesso classificato tra i juvenile, anche se Heinlein stesso non lo considerava tale.
Anche se destinati a ragazzi adolescenti questi libri sono stati apprezzati da una vasta gamma di lettori; Heinlein aveva un grande rispetto per i bambini che leggono i libri e non vedeva l'ora di presentare materiale per loro stimolante, come le armi da fuoco per gli adolescenti in Il pianeta rosso, 
ciò portava a "dispute annuali su quello che era adatto per i lettori più giovani" con i redattori di Scribner.
Oltre ai romanzi, Heinlein scrisse due racconti sullo scautismo per i ragazzi e tre racconti per le ragazze con una protagonista femminile adolescente, Puddin'.

## I romanzi per ragazzi pubblicati da Scribner
I romanzi per ragazzi pubblicati da Scribner non hanno nessun personaggio in comune e non formano una serie rigorosamente cronologica, le storie successive non sono sequel di quelle precedenti, eppure, insieme formano un esteso arco narrativo sull'esplorazione dello spazio.
Il primo romanzo, Razzo G.2, parla di un tentativo di raggiungere la Luna, i successivi fino a L'invasione dei gattopiatti ruotano attorno al viaggio interplanetario all'interno del sistema solare. 
Quelli seguenti, da Starman Jones fino ad Astronave alla conquista, ruotano attorno a diverse versioni della fase iniziale dei viaggi interstellari. 
Nel romanzo successivo, Cittadino della galassia, il viaggio interstellare è ben consolidato e semplice per gli esseri umani mentre il problema centrale è quello del mantenimento della legge e dell'ordine nella galassia. 
Il protagonista del successivo e ultimo juvenile di Scribner, La tuta spaziale, viaggia fino alla Piccola Nube di Magellano e interagisce con una civilizzazione intergalattica.
L'ultimo libro presentato al Scribner, Fanteria dello spazio, dipinge una guerra interstellare tra l'uomo e diverse altre specie.
Jack Williamson wrote: 
(Williamson, Youth Against Space: Heinlein's Juveniles Revisited)
- Razzo G.2, 1947
- Cadetti dello spazio, 1948
- Il pianeta rosso, 1949
- Pionieri dello spazio, 1950
- Guerra nell'infinito, 1951
- L'invasione dei gattopiatti, 1952
- Starman Jones, 1953
- Il cucciolo spaziale, 1954
- La via delle stelle, 1955
- Astronave alla conquista, 1956
- Cittadino della galassia, 1957
- La tuta spaziale, 1958

## Fanteria dello spazio
Fanteria dello spazio è stato pubblicato per la prima volta in The Magazine of Fantasy and Science Fiction dell'ottobre e novembre 1959 in due puntate con il titolo Starship Soldier. 
Originariamente era stato scritto come un romanzo per ragazzi per Scribner's, ma la casa editrice lo respinse, 
ciò pose fine alla proficua collaborazione di Heinlein con Scribner's. 
Egli ha scritto, "Sono stanco di essere conosciuto come 'scrittore leader di libri per bambini', e nient'altro."
Putnam ha pubblicato il romanzo nel 1960 come narrativa per adolescenti.

## Storie per ragazzi sullo scautismo
Quando è tornato a scrivere dopo la seconda guerra mondiale, Heinlein ha cercato di diversificare la sua produzione oltre il campo della fantascienza pulp;
le storie di Boy Scout, originariamente stampate in Boys' Life, la rivista dei Boy Scouts of America, facevano parte di questo sforzo.
Pionieri dello spazio, che pure ha un forte legame con lo scautismo è stato pubblicato a puntate su Boys' Life con il titolo Satellite Scout.
Heinlein pensava di scrivere un'altra storia di Boy Scout intitolata Polar Scout in concomitanza con un viaggio in Antartide programmato per i primi mesi del 1964, con l'obiettivo di pubblicare una raccolta di racconti correlati allo scautismo come libro per ragazzi, ma il viaggio non ebbe luogo e Polar Scout non è mai stato scritto.
- Nothing Ever Happens on the Moon, 1949 (inedito in Italia)[11]
- “Zampa Tenera” nello spazio (Tenderfoot in Space, 1958), traduzione di Mario Zucca, Mondadori, 1995[12]

## Storie per ragazze su Puddin'
Mentre consegnava uno dei suoi primi juvenile, il suo redattore da Scribner's disse che avrebbe voluto che qualcuno scrivesse storie per ragazze, 
Heinlein si sentì sfidato e scrisse un racconto per ragazze: la storia, narrata in prima persona da Maureen "Puddin'", apparve con la firma di "R. A. Heinlein" nella rivista Calling All Girls. 
Ne scrisse altre due e aveva in programma altri quattro racconti con l'obiettivo di pubblicarli in un'antologia dal titolo Men Are Exasperating, ma non ne scrisse mai altre, le storie di Puddin' non furono mai raccolte in volume e sono ancora inedite in Italia.

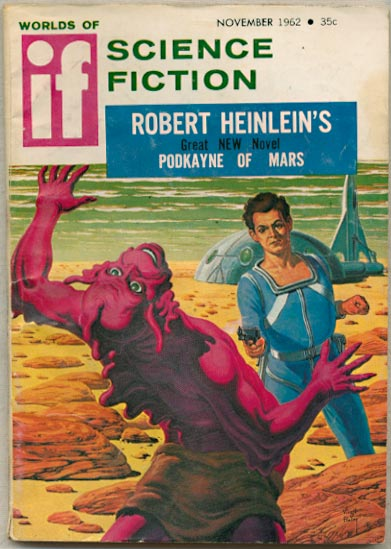
Copertina della prima edizione originale del 1962 di Una famiglia marziana.

- Poor Daddy, 1949
- Cliff and the Calories, 1950
- The Bulletin Board, 1951

## Una famiglia marziana
Heinlein ha scritto "Mi sono appassionato tanto a Maureen [dai racconti di Puddin'] che l'ho aiutata a sbarazzarsi di quel peso in eccesso, ho cambiato il suo nome in "Podkayne" e l'ho trasferita su Marte (insieme al suo insopportabile fratello minore)"
Heinlein ha ritenuto che per Una famiglia marziana, pubblicato nel 1963, era necessario un finale drammatico; i primi lettori, però, lo odiavano e lui a malincuore lo cambiò. 
Nel 1995 il libro è stato ripubblicato con entrambi i finali, quello originale e quello a lieto fine.
La classificazione di Podkayne come uno dei juvenile di Heinlein è controversa, molti recensori l'hanno incluso tra i romanzi per ragazzi ed è narrato da un adolescente, ma Heinlein stesso non lo considerava tale.

## Collegamenti con altre opere dell'autore
Tre dei juvenile di Heinlein sono collegati alla sua Storia futura:
- Hazel Stone de L'invasione dei gattopiatti appare anche in La Luna è una severa maestra, Il numero della bestia e Il gatto che attraversa i muri;
- Cadetti dello spazio è il seguito di La lunga guardia, che appare nella cronologia della Storia futura di Heinlein;
- il protagonista di Pionieri dello spazio, Bill Lermer, suona con la sua fisarmonica la canzone Le verdi colline della Terra, che è un elemento importante del racconto con lo stesso titolo che fa parte della Storia futura; Pionieri fa anche riferimento alla "Pattuglia dello Spazio" l'organizzazione interplanetaria per il mantenimento della pace descritta in Cadetti dello spazio.

Il pianeta Marte de Il pianeta rosso sembra essere lo stesso di Straniero in terra straniera; Jack Williamson scrive che "I marziani in questa storia sono particolarmente interessanti, perché sono gli insegnanti di Valentine Michael Smith. [e] mostrano gli stessi terribili poteri che Smith porta indietro sulla Terra"
La tuta spaziale menziona una base lunare recentemente stabilita e una "neonata Luna City", possibili riferimenti iniziali a ciò che Heinlein ha sviluppato negli avamposti lunari della sua Storia Futura e nella colonia lunare di La Luna è una severa maestra.
Altri juveniles in generale non si integrano facilmente in queste serie, ad esempio, i viaggi interstellari di Astronave alla conquista non trovano posto nella cronologia della Storia Futura, né lo fa la guerra con gli aracnoidi di Fanteria dello spazio e neppure l'apparizione dell'avanzata civiltà nella Piccola Nube di Magellano in La tuta spaziale. 
Alcuni dei juveniles che non si integrano fra di loro condividono tuttavia elementi simili:
il Marte descritto ne Il pianeta rosso, Guerra nell'infinito, L'invasione dei gattopiatti e Astronave alla conquista, ha indigeni intelligenti (anche pericolosi), ma non sono necessariamente gli stessi marziani in ogni libro.